# Европейские игры 2019
II Европейские игры 2019 (бел. II Еўрапейскія гульні 2019 года; англ. 2nd European Games 2019) — проходили в столице Беларуси, городе Минске, с 21 по 30 июня 2019 года. Соревнования по гребле на байдарках и каноэ принимал гребной канал в Заславле. На Играх разыграли 200 комплектов наград. В соревнованиях по 15 видам спорта принимали участие 3844 спортсменов из пятидесяти стран Европы. Соревнования в восьми видах спорта были включены в квалификационную систему летних Олимпийских игр 2020 года в Токио.
Церемония открытия Игр состоялась 21 июня 2019 года, а церемония закрытия прошла 30 июня.
Во время проведения Игр было задействовано 8 тысяч волонтёров. Выбранные волонтёры прошли ряд тренингов и принимали участие в работе спортивного форума.
Для проведения процедуры аккредитации ЕОК предоставили городу специальную систему, поставщиком которой является компания Swiss Timing. Аккредитационная кампания для представителей СМИ стартовала 1 декабря 2018 года и закрылась 28 февраля 2019 года. Возможность освещать форум получили более 1 тыс. представителей СМИ из разных стран.
Права на трансляцию Игр приобрели 196 стран мира.
Логотипом Игр был объявлен цветок папоротника (бел. папараць-кветка) — мифический цветок, играющий важную роль в культуре славян. Слоганом мероприятия стала фраза Bright Year, Bright You (с англ. — «Яркий год, яркий ты»), что также указывает на национальный домен Беларуси и официальное международное сокращение — BY. Эквивалентом слогана на белорусском языке стала фраза «Час яскравых перамог», а на русском — «Время ярких побед».

## Выбор города
В проведении у себя в 2019 году II Европейских игр выразил свою заинтересованность ряд стран и городов. 16 мая 2015 года участниками заседания Чрезвычайной генеральной ассамблеи Европейских олимпийских комитетов (ЕОК) было принято решение о проведении II Европейских игр 2019 года в Нидерландах. Соревнования предполагалось провести в семи городах, в том числе Амстердаме, Гааге, Эйндховене, Роттердаме, Утрехте. 10 июня 2015 года Нидерланды отказались от проведения II Европейских игр.
После отказа Нидерландов (Амстердам) свою заинтересованность в принятии Игр выразил ряд стран — Беларусь (Минск), Великобритания (Глазго), Польша (Познань), Россия (Казань и Сочи), Турция (Стамбул).
В ноябре 2015 года Россия была определена как хозяйка II Европейских игр, но одновременно началось расследование WADA допингового скандала в России. В канун Олимпиады 2016 ввиду санкций за объявленную по результатам расследования государственную поддержку допинга МОК отказал в поддержке проведения в России основных спортивных мероприятий, включая II Европейские игры, и на заседании Генеральной ассамблеи ЕОК, которое прошло в Минске 21 октября 2016 года, местом проведения II Европейских игр был избран Минск. 1 сентября 2017 года был подписан контракт на проведение II Европейских игр в 2019 году. Подпись под документом, который содержит основные принципы и аспекты организации и проведения масштабного спортивного форума, поставили председатель Мингорисполкома Андрей Шорец и исполняющий обязанности президента Европейских олимпийских комитетов Янез Кочианчич (на тот момент, сейчас — президент), а также министр спорта и туризма Республики Беларусь Александр Шамко, первый вице-президент НОК Беларуси Андрей Асташевич, директор фонда «Дирекция II Европейских игр 2019 года» Георгий Катулин, генеральный секретарь Европейских олимпийских комитетов Рафаэле Паньоцци.

## Организация

### Оргкомитет
12 мая 2017 года Президент Беларуси Александр Лукашенко подписал Указ о создании фонда «Дирекция II Европейских игр 2019 года». Учредителями фонда стали Национальный олимпийский комитет, Мингорисполком и Минспорт. Директором фонда назначен Георгий Катулин — генеральный секретарь Национального олимпийского комитета Республики Беларусь.
В ноябре 2017 года Дирекцией был запущен официальный сайт Игр.
21 июня 2018 года была запущена новая версия сайта, которая обновляется постоянно и приобретает новые рубрики по мере приближения к Играм.

### Волонтёры
Старт отборочной кампании волонтёров на Игры был дан в сентябре 2017 года во время проведения «Доброфеста». В конце 2017 года Дирекция приняла заявки более чем от 2000 кандидатов. В основном это студенты и учащиеся белорусских учебных заведений. Также были получены заявки из России, Азербайджана, Великобритании, Румынии и даже Сингапура. Основные требования, предъявляемые к кандидату при отборе, — это коммуникабельность и знание английского языка. Выбранные добровольцы прошли ряд тренингов и были задействованы в работе 20 направлений. Каждый волонтёр обеспечивался специальной униформой и аккредитацией. Первый этап собеседований начался 19 февраля 2018 года и завершился 25 мая 2018 года. Иностранными гражданами из 52 стран заполнено 850 анкет. Преобладающее количество заявок поступило из России — 628. Второе место по количеству заявок делят Азербайджан, Украина, Казахстан — по 31 заявке.
Некоторые мероприятия с участием волонтёров Игр:
- футбольный матч Лиги Европы;
- звёздная тренировка по фитбоксу (оздоровительному боксу);
- танцевальный флешмоб в международный День танца;
- организация экскурсии в Республиканский центр подготовки конного спорта и коневодства в Ратомке для воспитанников Ждановичского детского дома[11];
- организация круглого стола-дискуссии «Волонтерская программа II Европейских игр 2019 года: особенности набора, обучения и управления волонтерами» в рамках международного конгресса «Ценности, традиции и новации современного спорта»[12];
- работа на открытом Кубке мира по брейк-дансу[13];
- работа на международном турнире по сквошу[14].

### Транспорт

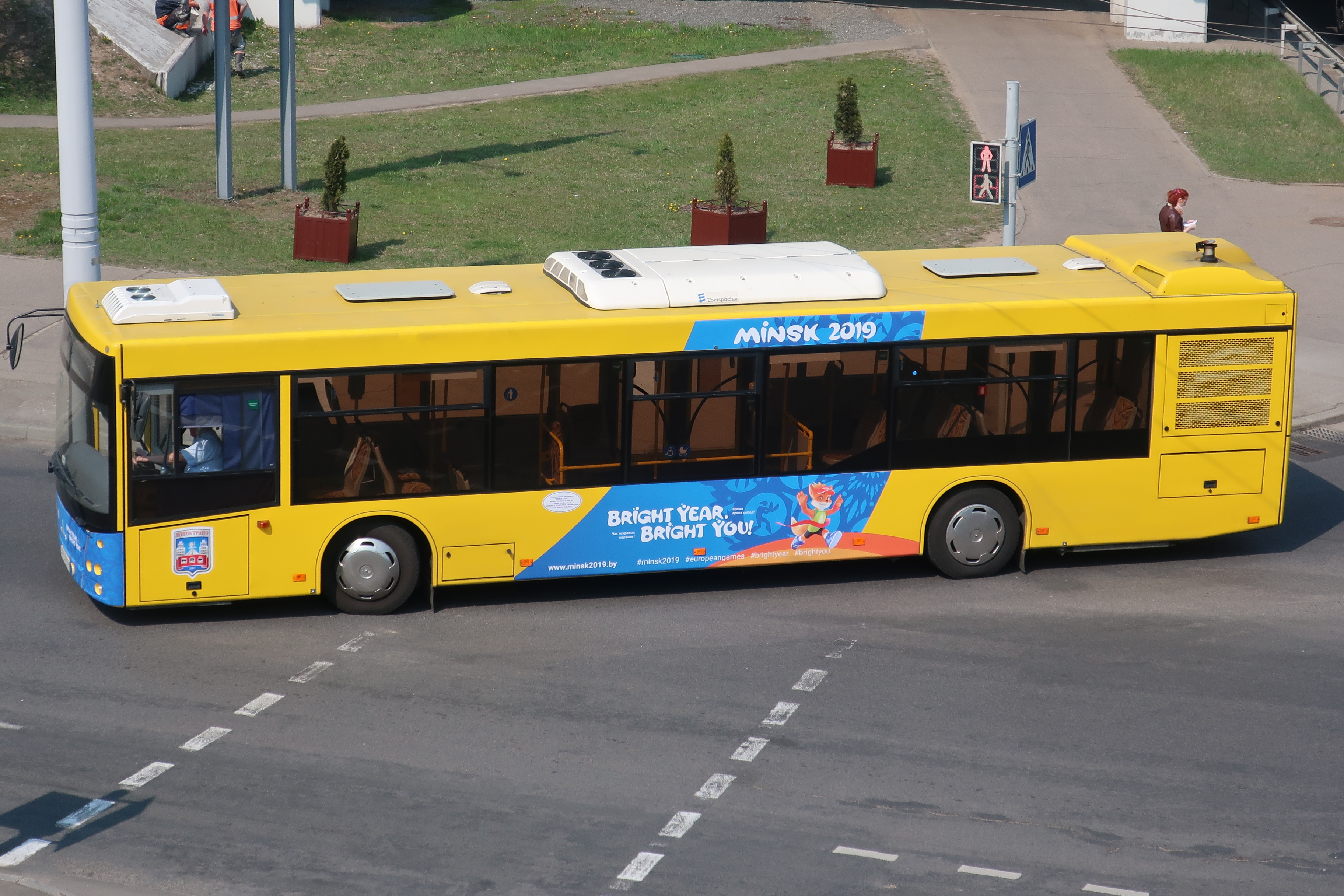
Автобус МАЗ-203 (маршрут 127а) в Минске.

27 декабря 2017 года было объявлено о завершении разработки комплексного плана транспортного обслуживания соревнований, основанного на учёте потребностей всех участвующих сторон и опыта столиц предыдущих Олимпиад: Пекина, Лондона и первых Европейских игр в Баку. Главная задача разработанного плана — оптимизировать маршруты таким образом, чтобы любой участник соревнований мог добраться на любой стадион не более чем за полчаса.
Было организовано движение с большей периодичностью от железнодорожного вокзала к остановочным пунктам Масюковщина (Минск-Арена), Беларусь (Гребной канал) и Лошица (Чижовка-Арена). Кроме того, действующая автобусная сеть была расширена за счет 10-12 новых маршрутов к местам соревнований, по которым курсировали до 300 автобусов и троллейбусов. С марта 2018 года в Минске начали курсировать брендированные автобусы.
В части обеспечения легкового транспорта были задействованы ресурсы компании CЗАО «БелДжи», а в части автобусов — ОАО «МАЗ» и автосборочного предприятия «Неман». Городской общественный транспорт брендировался в стиле Игр.
Что касается языкового сопровождения работы автотранспорта, то в метро вернули объявления остановочных пунктов на английском языке, то же самое сделано для основных автобусных и троллейбусных маршрутов. Информация о транспортной сети города, схемах движения размещалась возле спортивных объектов и гостиниц.
ЕОК оплатил перелёт спортсменов и тренеров, а также проживание и питание европейской олимпийской семьи, за свой счёт организовал зону гостеприимства ЕОК.

### Визы
29 мая 2018 года между Республикой Беларусь и Россией подписано межправительственное соглашение о некоторых вопросах, связанных с въездом иностранных граждан и лиц без гражданства на международные спортивные мероприятия. В соответствии с документом на период проведения в России чемпионата мира по футболу для иностранных болельщиков устанавливается безвизовый режим на территории Беларуси с 4 июня по 25 июля 2018 года. В свою очередь российская сторона предоставит в 2019 году право безвизового проезда и пребывания на своей территории иностранным болельщикам, следующим в Минск на II Европейские игры.
24 июля 2018 года подписан Указ, который устанавливает безвизовый въезд в Беларусь для участников, официальных представителей, организаторов Игр, иных специалистов с 20 мая по 10 июля 2019 года, а также для иностранных туристов с 10 июня по 10 июля 2019 года по аккредитационным картам или билетам на спортивные соревнования.

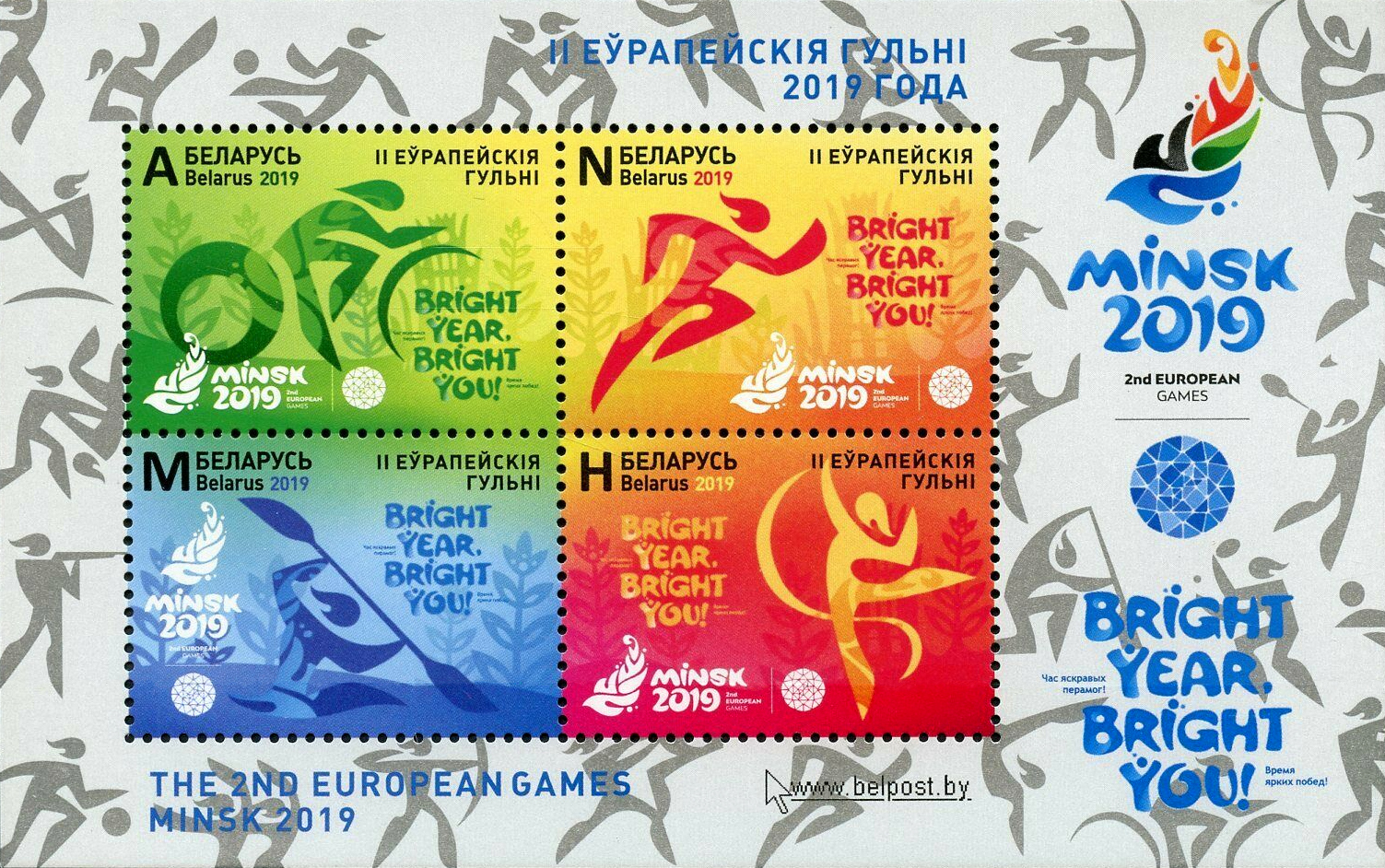
Почтовые марки Беларуси

### Культурная программа
Одним из участников культурной программы стала ОО «Белорусская федерация скейтбординга». Включение скейтбординга в культурную программу II Европейских игр 2019 года достаточно символично, ведь день открытия крупнейшего мультиспортивного форума Европы — 21 июня — совпадает с официальным праздником всех скейтеров мира — Международным днем скейтбординга (Go Skateboarding Day) и именно в этот день начала свою работу специализированная площадка в фан-зоне Игр на ул. Октябрьская, где установили настоящий скейтпарк. В течение 10 дней в нём проводились различные активности: мастер-классы, показательные выступления, культурно-массовые мероприятия. Именно там скейтеры смогли представить свое любимое увлечение, свой спорт, свой образ жизни, продемонстрировать свое мастерство и пообщаться с единомышленниками из других государств.

## Маркетинг и связи с общественностью

### Поддержка спонсоров и инфопартнерство
С целью сокращения затрат бюджетных средств на проведение Игр Указом Президента Республики Беларусь от 12 мая 2017 «О Дирекции II Европейских игр 2019 года» была утверждена в качестве одного из источников формирования имущества Дирекции спонсорская помощь.
15 декабря 2017 года официальным спонсором Игр стал оператор электронных интерактивных игр «Спорт-пари».
22 декабря 2017 года было объявлено о том, что официальным оператором связи II Европейских игр 2019 года станет телекоммуникационный оператор velcom.
27 января 2018 года международное информационное агентство и радио Sputnik, входящее в состав медиагруппы МИА «Россия сегодня», и фонд «Дирекция II Европейских игр 2019 года» подписали соглашение об информационном взаимодействии.
22 марта 2018 года адвокатское бюро «Степановский, Папакуль и партнеры» и фонд «Дирекция II Европейских игр 2019 года» заключили договор о сотрудничестве, направленный на оказание всесторонней юридической помощи в рамках подготовки и проведения грядущего спортивного форума.
27 марта 2018 года установлено сотрудничество по обмену опытом в сфере волонтёрской деятельности с АНО «Оргкомитет „Россия 2018“».
15 мая 2018 года подписан договор с ООО «Синезис спорт». На основании данного документа разработчики «Синезис спорт» создали для II Европейских игр весь программно-технический блок. В том числе сайт minsk2019.by, который был запущен 21 июня 2018 года, а также собственное мобильное приложение.
1 июня 2018 года подписано соглашение о сотрудничестве с Белорусским обществом Красного Креста (БОКК), направленное на повышение профессионализма волонтёров II Европейских игр в обеспечении медицинской безопасности во время подготовки и проведения мультиспортивного форума.
11 июня 2018 года подписано соглашение с Белорусским государственным университетом. Для информационной поддержки участников и гостей II Европейских игр в городе Минске созданы информационные точки, где можно было узнать о самых разных сторонах жизни белорусской столицы — от расположения важнейших спортивных объектов и работы общественного транспорта до экспозиций выставок и музеев, экскурсий к историческим достопримечательностям. Волонтёры из числа студентов БГУ участвовали в реализации этой концепции, оказывая информационную поддержку на английском, немецком, французском, итальянском и других иностранных языках в период проведения в Минске мультиспортивного форума.
13 июня 2018 года подписан договор с ООО «Деловая сеть». Компания получила статус официального поставщика Free Wi-Fi мультиспортивного форума.
26 июня 2018 года телекоммуникационный оператор МТС стал национальным партнёром.
28 июня 2018 года РУП «ЦЕНТРКУРОРТ» определено в качестве туристического оператора.
5 июля 2018 года заключено соглашение с ООО «Вокруг света», согласно которому эта компания выступило туристическим агентом мультиспортивного форума.
19 июля 2018 года подписано соглашение с Лигой добровольного труда молодёжи.
25 июля 2018 года подписано соглашение с общественным объединением Белорусский республиканский союз молодёжи.

### PR-кампании

#### Звездные послы
Старт информационного проекта был дан 24 июля 2018 года. Приоритетными задачами проекта являются продвижение и формирование положительного имиджа предстоящих Игр в Беларуси и за её пределами, привлечение общественного внимания к их идеям, а также стимулирование интереса жителей нашей страны и мировой общественности к мультиспортивному событию. Немаловажным фактом является и популяризация видов спорта, включенных в программу II Европейских игр.
24 июля 2018 года — первым звездным послом объявлена четырёхкратная олимпийская чемпионка по биатлону, Герой Беларуси Дарья Домрачева.
25 июля 2018 года — звездными послами объявлены Народные артисты России, известные цирковые дрессировщики Аскольд и Эдгард Запашные.
8 сентября 2018 года — чемпион Олимпийских игр 2008 года по гребле на байдарках и каноэ, депутат Палаты представителей Национального собрания Республики Беларусь Александр Богданович стал «Звездным послом II Европейских игр 2019 года».
9 сентября 2018 года — белорусская легкоатлетка, чемпионка Европы-2018 в беге на марафонской дистанции Ольга Мазурёнок пополнила команду «Звездных послов II Европейских игр 2019 года».
11 сентября 2018 года — известная белорусская телеведущая и блогер Анна Бонд стала обладателем почетного звания «Звездный посол II Европейских игр 2019 года»
14 сентября 2018 года — выдающийся спортсмен, трехкратный олимпийский чемпион по вольной борьбе Александр Васильевич Медведь стал обладателем почетного звания «Звездный посол II Европейских игр 2019 года».
17 октября 2018 года — белорусскому пианисту и дирижёру, художественному руководителю Международного фестиваля Юрия Башмета Ростиславу Кримеру присвоено почетное звание «Звездный посол II Европейских игр 2019 года».
12 февраля 2019 года — звездным послом II Европейских игр 2019 года стала победительница национального конкурса красоты «Мисс Беларусь-2018», обладательница титула «Мисс мира Европа» Мария Василевич.
12 февраля 2019 года — звездным послом II Европейских игр 2019 года стал олимпийский чемпион по фехтованию Александр Романьков.
9 марта 2019 года — белорусскому эстрадному певцу и композитору Руслану Алехно присвоено почетное звание «Звездный посол II Европейских игр 2019 года».

### Bright Team
Старт проекту «Bright Team» был дан 1 августа 2018 года. В этот день в Минске состоялся товарищеский турнир по пляжному футболу «Bright Beach Soccer». Предусмотрен целый ряд дружеских встреч по видам, включенным в спортивную и культурную программы II Европейских игр. Участники «Яркой команды» также попробовали себя в баскетболе 3х3, бадминтоне, боксе, дзюдо, шоссейных велогонках, гребле на байдарках и каноэ, беговых видах легкой атлетики, каратэ, петанке.

### Конкурсы
4 апреля 2018 года Дирекция совместно с международным радио «Беларусь» запустила творческий конкурс спортивного селфи «MINSK2019: Мой привет II Европейским играм». Желающие принять участие в конкурсе должны были подготовить яркое и запоминающееся фото в формате селфи, выполненное на фоне любого спортивного объекта в своей стране. На фото также должен быть помещен хэштег #minsk2019.
С целью популяризации Игр среди белорусской молодежи фонд «Дирекция II Европейских игр 2019 года» объявил о старте конкурса «Время ярких побед» для учащихся учреждений образования Республики Беларусь. Конкурс продлится до 20 мая. Чтобы стать участником фотосостязания нужно не только сделать яркую фотографию, но также разместить её на стене своего профиля «ВКонтакте», который обязательно должен быть открыт. Запись необходимо сопроводить хештегами #яркаяпобеда и #minsk2019, а также быть подписанным на официальное сообщество II Европейских игр в социальной сети «ВКонтакте» и отметить его в своем конкурсном посте. Любой участник может выставлять на конкурс неограниченное количество фотографий, тем самым увеличивая свои шансы на победу. Главное — соблюсти все правила организаторов и позаботиться о том, чтобы имя профиля «ВКонтакте» соответствовало реальному имени участника конкурса.

## Билеты
Билеты на соревнования II Европейских игр поступили в продажу 1 декабря 2018 года и сразу же начали реализовываться на территории Республики Беларусь через специальный сайт www.minsk2019.ticketpro.by, а также более чем в 400 кассах сети партнеров официального билетного оператора — компании Тикетпро. 1 декабря 2018 года билеты поступили в продажу и в Европе через официальных реселлеров (операторов и агентов).

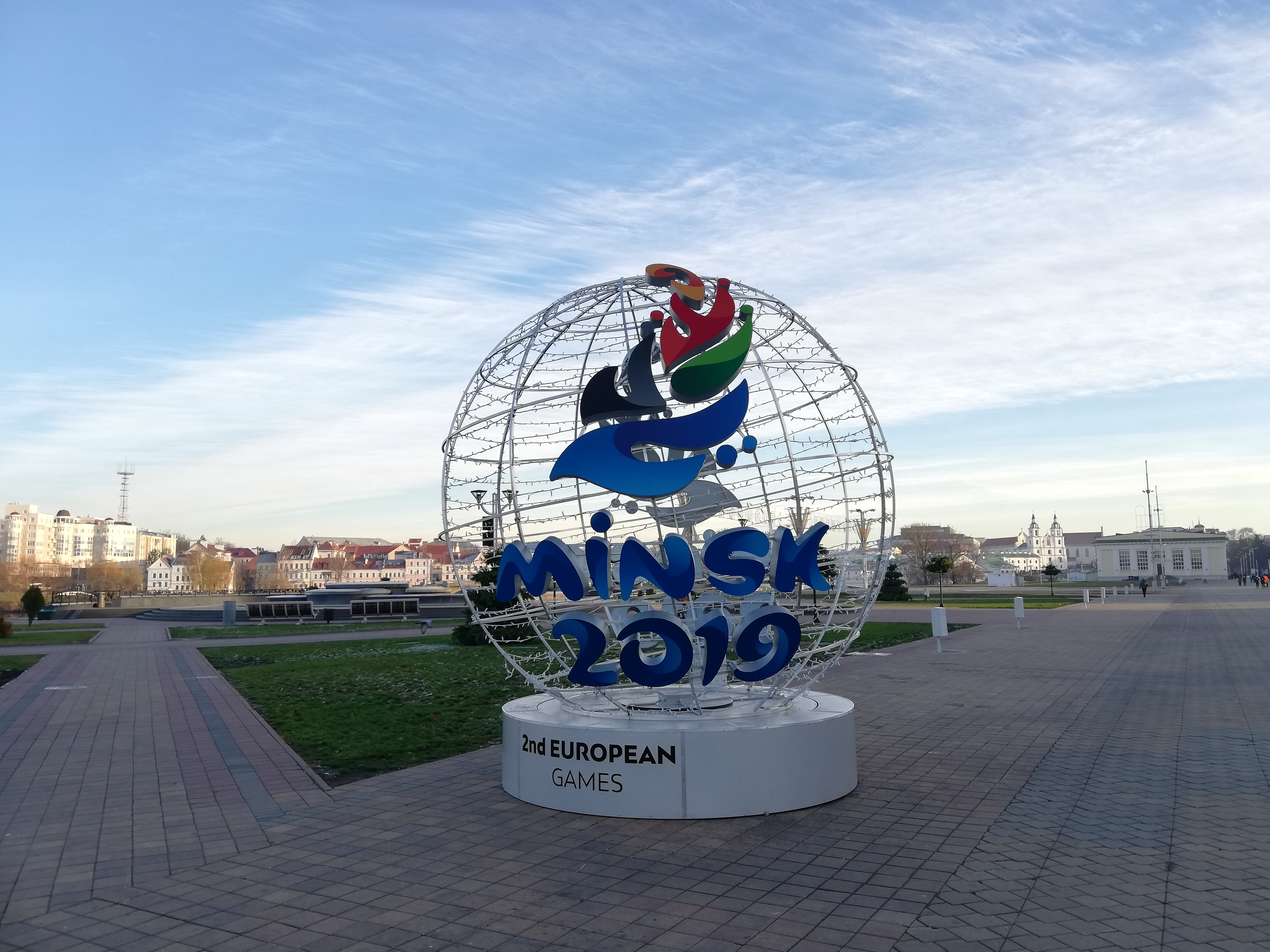
Знак, в форме логотипа II Европейских игр.

### Логотип
Прототипом для создания логотипа II Европейских игр в Минске послужил купальский огонь и «цветок папоротника», играющие важную роль в славянской культуре. Так, согласно легенде «цветок папоротника» цветет раз в году в полночь на Ивана Купалу и всего мгновение. Любой, кто увидит это цветение, станет обладателем необычных способностей и талантов.

### Талисман
Летом 2017 года был объявлен открытый республиканский конкурс на разработку талисмана Европейских игр. Принять участие в конкурсе мог любой желающий. Было собрано более 2000 вариантов. Свои работы представляли и профессиональные дизайнеры, и просто любители.
Презентация официального талисмана Игр прошла в кинотеатре сети Silver Screen 29 ноября 2018 года. Им стал лисёнок Лесик.
Легенда

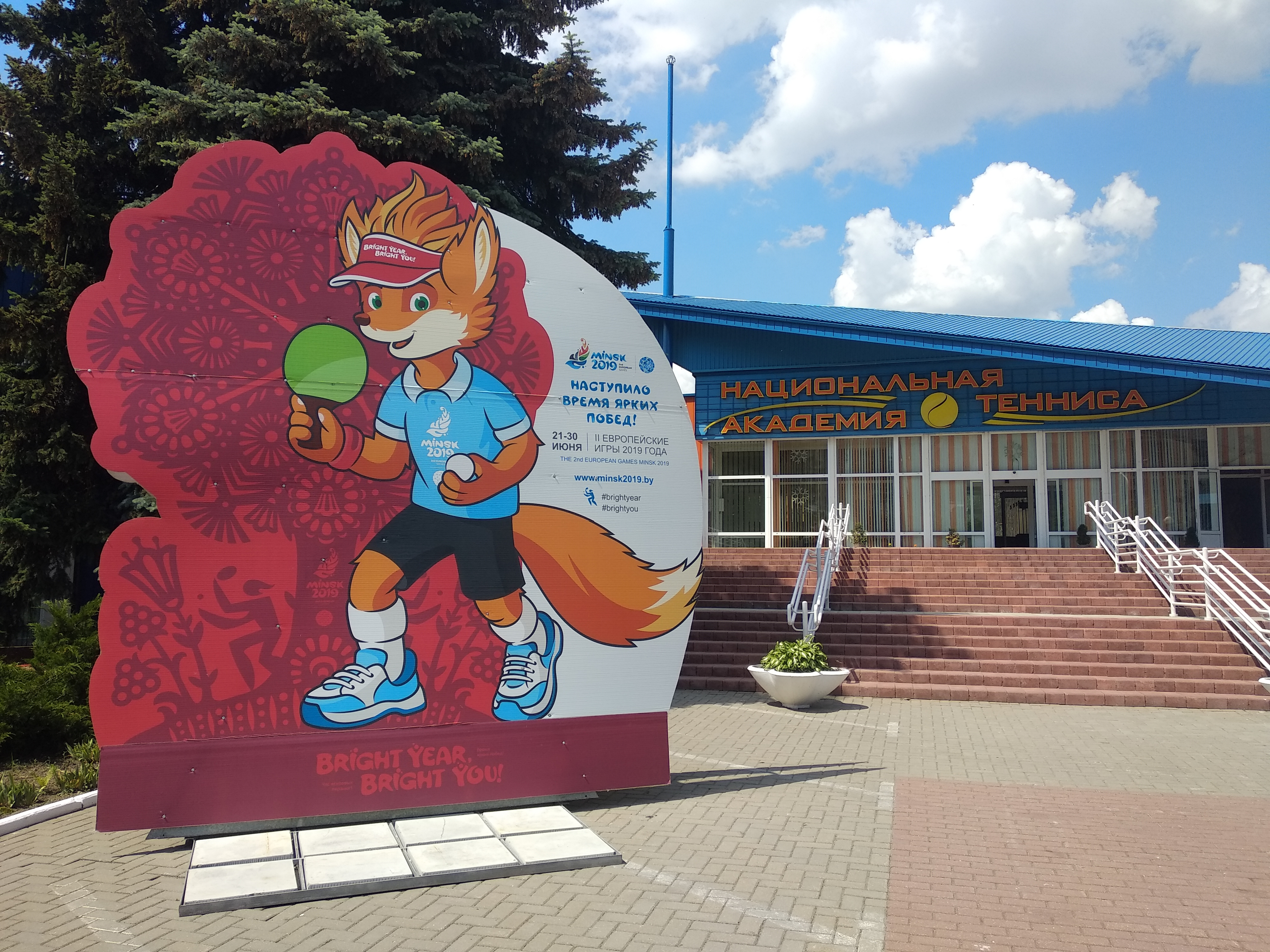
Изображение талисмана II Европейских игр — Лесика возле Республиканского центра олимпийской подготовки по теннису.

Мы все прекрасно помним сказку о «Маленьком принце», который прилетел на планету Земля и обрел друзей. В числе его друзей был маленький лисёнок, который рассказал маленькому принцу о дружбе и научил его дружить по-настоящему. Маленький принц улетел к своей розе на свою маленькую планету, а лисенок остался. Его самой большой мечтой было обрести друзей. После того, как маленький принц покинул планету Земля, лисенок приуныл. Все мысли его были о том, как найти друзей. Он принюхивался и прислушивался, от этого его ушки стали больше. Он исследовал окрестности в поисках ответа на вопрос «Как же сделать так, чтобы у него появились друзья?». И однажды, благодаря своим большим ушкам и крепким лапкам, он узнал, что где-то в Беларуси существует цветок, который исполняет все желания. Это легендарная белорусская Папараць-кветка. Лисенок отправился в Беларусь, чтобы найти Папараць-кветку и исполнить свою мечту. Путь у него был неблизким, ему пришлось проделать миллион шагов, в этом мы можем убедиться, увидев его фитнес-браслет.

### Слоган
Слоганом мероприятия были выбраны слова Bright Year, Bright You («Яркий год, яркий ты»), что удачно указывает также на национальный домен Беларуси и официальное международное сокращение — BY. Белорусским эквивалентом слогана названа фраза «Час яскравых перамог», а для русской версии — «Время ярких побед».

### Огонь игр
4 мая 2019 года в Риме прошла церемония зажжения огня «Пламя мира».
Всего «Пламя мира» проделало маршрут в 7700 километров (от Рима до стадиона «Динамо» в Минске). Помимо страны-организатора, факел с огнём прошёл по территории Италии, Словакии, Словении, Венгрии, Австрии, Чехии и Польши. Всего же в эстафете «Пламя мира» приняло участие 450 факелоносцев, 100 волонтеров и 10 хранителей огня.
12 мая 2019 года Брест — первый из белорусских городов — принял эстафету огня «Пламя мира». Первым факелоносцем, которому было доверено нести огонь в Бресте, стала олимпийская чемпионка в беге на 100 м — Юлия Нестеренко. 14 мая огонь прибыл в Каменец — эстафета прошла от центральной площади до Каменецкой башни. В этот же день огонь побывал и в Национальном парке «Беловежская Пуща». 15 мая Пинск встретил «Пламя мира» — факел отправился в плавание по реке Пина. 16 мая огонь был уже в Микашевичах — торжество по этому случаю состоялось на одной из площадок гранитного карьера «Микашевичи». На следующий день эстафету принял город Барановичи. Здесь факелоносцы посетили город, а также Музей железнодорожной техники. В этот же день «Пламя мира» побывало и в Коссово, а именно в усадьбе Тадеуша Костюшко.
18 мая 2019 года эстафету принял второй областной центр Беларуси — город Гродно. В ходе мероприятий, огонь II Европейских игр побывал в Коложской церкви и совершил сплав по Августовскому каналу.

## Страны-участницы
- Австрия (59)
- Азербайджан (85)
- Албания (13)
- Андорра (12)
- Армения (40)
- Беларусь (232)
- Бельгия (56)
- Болгария (87)
- Босния и Герцеговина (17)
- Великобритания (103)
- Венгрия (134)
- Германия (158)
- Греция (66)
- Грузия (63)
- Дания (62)
- Израиль (35)
- Ирландия (68)
- Исландия (7)
- Испания (157)
- Италия (188)
- Кипр (41)
- Косово (12)
- Латвия (53)
- Литва (79)
- Лихтенштейн (1)
- Люксембург (25)
- Мальта (4)
- Молдова (50)
- Монако (5)
- Нидерланды (90)
- Норвегия (38)
- Польша (158)
- Португалия (101)
- Россия (225)
- Румыния (130)
- Сан-Марино (5)
- Северная Македония (12)
- Сербия (70)
- Словакия (78)
- Словения (72)
- Турция (115)
- Украина (206)
- Финляндия (37)
- Франция (184)
- Хорватия (45)
- Черногория (11)
- Чехия (124)
- Швейцария (83)
- Швеция (54)
- Эстония (69)

## Соревнования

### Церемония открытия
Состоялась 22 июня 2019 года в Минске на стадионе Динамо, в присутствии 22 000 зрителей на трибунах. Для телезрителей церемонию транслировали телеканалы Беларусь 1 и Беларусь 5 а также велось интернет-вещание данных телеканалов.
Режиссёр-постановщик церемонии открытия — Алексей Сеченов.
На церемонии присутствовали ряд зарубежных высокопоставленных гостей, среди них: Президент Азербайджана Ильхам Алиев, Президент Грузии Саломе Зурабишвили, Президент Молдовы Игорь Додон, Президент Сербии Александр Вучич, который позднее отказался от участия в церемонии, из-за присутствия на ней Президента Косово Хашима Тачи, потому что территорию Косово Сербия продолжает считать своей территорией. Также на церемонии присутствовали председатель Президиума Боснии и Герцеговины Милорад Додик и Глава Чечни Рамзан Кадыров.
Изначально видеозапись трансляции церемонии открытия игр в Беларуси, размещенная на Youtube, была не доступна для просмотра в Беларуси из-за проблем с авторским правом.

### Виды спорта
В программу Европейских игр 2019 года вошло 23 дисциплины в 15 видах спорта. Ряд дисциплин, представленных на Европейских играх 2015 года, были исключены из программы игр 2019 года: все водные виды спорта (прыжки в воду, плавание, синхронное плавание и водное поло), BMX-гонка, маунтинбайк, фехтование, тхэквондо, триатлон и волейбол. Соревнования в восьми видах спорта вошли в квалификационную систему летних Олимпийских игр 2020 года в Токио. 
- Акробатика
- Аэробика
- Бадминтон
- Баскетбол 3×3
- Бокс
- Борьба
  - Вольная
  - Греко-римская
- Велоспорт
  -  Шоссейный велоспорт
  -  Трековый велоспорт
- Гребля на байдарках и каноэ
- Дзюдо
- Карате
- Лёгкая атлетика
- Настольный теннис
- Пляжный футбол
- Прыжки на батуте
- Спортивная гимнастика
- Стрельба
  - Пулевая стрельба
  - Стендовая стрельба
- Стрельба из лука
- Самбо
- Художественная гимнастика

## Расписание
Календарь игр выглядит следующим образом:
| ЦО | Церемония открытия | ● | Квалификации | 1 | Финалы соревнований | ЦЗ | Церемония закрытия |

| Июнь                        | Июнь                        | 21 Пт | 22 Сб | 23 Вс | 24 Пн | 25 Вт | 26 Ср | 27 Чт | 28 Пт | 29 Сб | 30 Вс | Медали |
| --------------------------- | --------------------------- | ----- | ----- | ----- | ----- | ----- | ----- | ----- | ----- | ----- | ----- | ------ |
| Церемонии                   | Церемонии                   | ЦО    |       |       |       |       |       |       |       |       | ЦЗ    |        |
| Акробатика                  | Акробатика                  |       | 4     | 2     |       |       |       |       |       |       |       | 6      |
| Аэробика                    | Аэробика                    |       |       |       | 1     | 1     |       |       |       |       |       | 2      |
| Бадминтон                   | Бадминтон                   |       |       |       | ●     | ●     | ●     | ●     | ●     | 2     | 3     | 5      |
| Баскетбол 3×3               | Баскетбол 3×3               | ●     | ●     | ●     | 2     |       |       |       |       |       |       | 2      |
| Бокс                        | Бокс                        | ●     | ●     | ●     | ●     | ●     | ●     |       | ●     | 7     | 8     | 15     |
| Вольная борьба              | Вольная борьба              |       |       |       |       | ●     | 4     | 2     |       |       |       | 6      |
| Женская борьба              | Женская борьба              |       |       |       |       | ●     | ●     | 2     | 4     |       |       | 6      |
| Греко-римская борьба        | Греко-римская борьба        |       |       |       |       |       |       |       | ●     | 3     | 3     | 6      |
| Шоссейный велоспорт         | Шоссейный велоспорт         |       | 1     | 1     |       | 2     |       |       |       |       |       | 4      |
| Велоспорт                   | Велоспорт                   |       |       |       |       |       |       | 4     | 5     | 5     | 6     | 20     |
| Гребля на байдарках и каноэ | Гребля на байдарках и каноэ |       |       |       |       | ●     | 5     | 11    |       |       |       | 16     |
| Дзюдо                       | Дзюдо                       |       | 5     | 4     | 5     | 1     |       |       |       |       |       | 15     |
| Карате                      | Карате                      |       |       |       |       |       |       |       |       | 6     | 6     | 12     |
| Лёгкая атлетика             | Лёгкая атлетика             |       |       | 9     |       | ●     | ●     |       | 1     |       |       | 10     |
| Пляжный футбол              | Пляжный футбол              |       |       |       |       | ●     | ●     | ●     | ●     | 1     |       | 1      |
| Прыжки на батуте            | Прыжки на батуте            |       |       |       | 2     | 2     |       |       |       |       |       | 4      |
| Настольный теннис           | Настольный теннис           |       | ●     | ●     | ●     | 1     | 2     | ●     | ●     | 2     |       | 5      |
| Самбо                       | Самбо                       |       | 9     | 9     |       |       |       |       |       |       |       | 18     |
| Спортивная гимнастика       | Спортивная гимнастика       |       |       |       |       |       |       | ●     |       | 2     | 10    | 12     |
| Пулевая стрельба            | Пулевая стрельба            |       | 2     | 2     | 3     | 1     | 3     | 1     | 1     |       |       | 13     |
| Стендовая стрельба          | Стендовая стрельба          |       | ●     | 2     | 1     |       | ●     | 2     | 1     |       |       | 6      |
| Стрельба из лука            | Стрельба из лука            | ●     | 2     | 2     | ●     | ●     | 2     | 2     |       |       |       | 8      |
| Художественная гимнастика   | Художественная гимнастика   |       | 1     | 7     |       |       |       |       |       |       |       | 8      |
| Медалей за день             | Медалей за день             |       | 24    | 38    | 14    | 8     | 16    | 24    | 12    | 28    | 36    | 200    |
| Июнь                        | Июнь                        | 21 Пт | 22 Сб | 23 Вс | 24 Пн | 25 Вт | 26 Ср | 27 Чт | 28 Пт | 29 Сб | 30 Вс | Медали |

## Медальный зачёт
Жирным выделено наибольшее количество медалей в своей категории; страна-организатор также выделена.
|       | Общее количество медалей | Общее количество медалей | Общее количество медалей | Общее количество медалей | Всего |
| Место | Страна                   | Золото                   | Серебро                  | Бронза                   | Всего |
| ----- | ------------------------ | ------------------------ | ------------------------ | ------------------------ | ----- |
| 1     | Россия                   | 44                       | 23                       | 42                       | 109   |
| 2     | Беларусь                 | 24                       | 16                       | 29                       | 69    |
| 3     | Украина                  | 16                       | 17                       | 18                       | 51    |
| 4     | Италия                   | 13                       | 15                       | 13                       | 41    |
| 5     | Нидерланды               | 9                        | 13                       | 7                        | 29    |
| 6     | Германия                 | 7                        | 6                        | 13                       | 26    |
| 7     | Грузия                   | 6                        | 10                       | 14                       | 30    |
| 8     | Франция                  | 6                        | 9                        | 13                       | 28    |
| 9     | Великобритания           | 6                        | 9                        | 8                        | 23    |
| 10    | Азербайджан              | 5                        | 10                       | 13                       | 28    |
| Всего | Всего                    | 200                      | 200                      | 283                      | 683   |

## Спортивные объекты
Для проведения Игр были задействованы уже существующие в Минске спортивные объекты, некоторые из которых реконструированы до начала форума. Церемония открытия и закрытия, а также соревнования по легкой атлетике прошли на стадионе «Динамо», который был введен в эксплуатацию после реконструкции 21 июня 2018 года. От Международной ассоциации легкоатлетических федераций (IAAF) «Динамо» уже получил сертификат 1-го класса, что позволяет проводить здесь чемпионаты Европы, этапы Бриллиантовой лиги и чемпионаты мира по согласованию с IAAF. Спортсмены проживали на территории студенческой деревни, готовой принять до 6000 человек. Каждая квартира имеет 2 спальни и 1 санузел. В зданиях имеется небольшое кафе, тренажерный зал, медпункт, прачечная. Официальные лица были размещены в Marriott Hotel и Double Tree by Hilton.
- Национальный олимпийский стадион «Динамо».
- Минск-арена.
- Falcon Club.
- Palova Arena.
- Дворец спорта «Уручье».
- Дворец спорта.
- Чижовка-Арена.
- СОК «Олимпийский».
- РЦОП по теннису.
- РЦОП по гребным видам спорта.
- Sporting Club.
- Стрелковый тир им. Тимошенко.

## Бюджет игр, финансовые показатели
В 2016 году Александр Лукашенко оценил затраты на проведение Европейских игр в 50 млн долларов. 26 июня 2019 года министр финансов Республики Беларусь Максим Ермолович сообщил, что в 2017—2019 годах на подготовку к играм было потрачено 540 млн рублей (270 млн долларов). По данным Министерства финансов, 266 млн рублей было потрачено из бюджета, 208 млн рублей — кредиты Банка развития Республики Беларусь, остальное было оплачено за счёт спонсорской помощи, продажи билетов и других источников. 70 % затрат были отнесены к «инвестиционным» направлены на реконструкцию спортивных объектов, закупку специального оборудования, строительство Республиканского научно-практического центра спортивной медицины, многопрофильного спортзала по игровым видам спорта. 30 % затрат («организационные») включали затраты на проживание и питание всех аккредитованных лиц, их медицинское и транспортное обеспечение, создание спортивной информационной системы управления играми, рекламу, организацию работы волонтёров, проведение официальных мероприятий, функционирование дирекции игр.
27 августа 2019 года первый вице-премьер Александр Турчин озвучил другие цифры затрат на проведение Европейских игр. По его словам, было израсходовано 840 млн рублей (420 млн долларов), из которых 240 млн рублей было затрачено непосредственно на проведение игр, 600 млн рублей отнесено к «инвестиционным» расходам.